# 13 minutos para matar a Hitler
13 minutos para matar a Hitler (Elser - Er hätte die Welt verändert en V. O.) es una película dramática alemana de 2015 dirigida por Oliver Hirschbiegel basada en el atentado fallido contra Adolf Hitler en noviembre de 1939 por parte de Georg Elser.
El estreno tuvo lugar fuera de la competición de la 65 edición de la Berlinale. Fue una de las ocho producciones candidatas para representar a Alemania en la 88 edición de los Premios Óscar a la Mejor Película de Habla Extranjera, aunque perdió en detrimento de Im Labyrinth des Schweigens.

## Argumento
Tras colocar un artefacto explosivo casero en una cervecería a la que iba a asistir Adolf Hitler (Udo Schenk) para ofrecer un mitin al partido, Georg Elser (Christian Friedel) intenta huir a Suiza, sin embargo es interceptado en la frontera y arrestado. Poco después la bomba hace explosión, sin embargo falla en su objetivo por trece minutos puesto que el Führer había abandonado el local antes.
De inmediato, las autoridades empiezan a investigar el atentado y hallan pruebas incriminatorias contra Elser, del cual, piensan que pudo contar con la ayuda de otros cómplices.

## Reparto
- Christian Friedel es Georg Elser.
- Katharina Schüttler es Else Härlen.
- Burghart Klaußner es Arthur Nebe.
- Johann von Bülow es Heinrich Müller.
- Felix Eitner es Eberle.
- David Zimmerschied es Josef Schurr.
- Rüdiger Klink es Erich.
- Simon Licht es SS Obergruppenführer.
- Cornelia Köndgen es Maria Elser.
- Martin Maria Abram es Ludwig Elser.
- Michael Kranz es Franz Xaver Lechner.

## Recepción
Las críticas fueron en su mayor parte positivas. En el sitio web Rotten Tomatoes obtuvo una valoración del 60%. Peter Bradshaw de The Guardian valoró "el estudio sincero de un hombre que intentó matar a Hitler" y la actuación de Friedel como Elser.
Por otra parte, la revista Variety fue más crítica respecto a la "falta de sutileza combinados con momentos sentimentalistas que una vez más trivializan los sucesos para hacerlos más simples." Opinión que también se compartió desde The Daily Telegraph.